# Pixar Animation Studios
Pixar Animation Studios er en amerikansk animationsvirksomhed med hovedkvarter i Emeryville, Californien, der laver computergenererede animationsfilm. Firmaet blev i januar 2006 opkøbt af Disney, som de har lavet film sammen med gennem en årrække. Flere af Pixars film har vundet en Oscar. Studiet er bedst kendt for sine computergenererede spillefilm produceret med firmaets fotorealistisk render software RenderMan. Pixar startede i 1979 som Graphics Group, en del af computerafdeling hos Lucasfilm før sin løsrivelse som et selvstændigt selskab i 1986 med finansiering af Apple Inc. medstifter Steve Jobs, der blev fimaets hovedaktionær. Disney købte i 2006 Pixar for 7,4 milliarder dollars, en transaktion, der gjorde Steve Jobs til Disneys største aktionær.
Pixar har produceret 24 spillefilm, begyndende med Toy Story (1995). Den blev efterfulgt af Græsrødderne (1998), Toy Story 2 (1999), Monsters Inc. (2001), Find Nemo (2003), De Utrolige (2004), Biler (2006), Ratatouille (2007), WALL-E (2008), Op (2009), Toy Story 3 (2010), Biler 2 (2011), Modig (2012), Monsters University (2013), Inderst Inde (2015), Den Gode Dinosaur (2015), Find Dory (2016), Biler 3 (2017) Coco (2017), De Utrolige 2 (2018), Toy Story 4 (2019), Fremad (2020), Sjæl (2020) og Luca (2021), med 2 planlagte udgivelser i 2022.

## Film

### Spillefilm
| Dansk navn          | Engelsk navn        | År   |                                            |
| ------------------- | ------------------- | ---- | ------------------------------------------ |
| Toy Story           | Toy Story           | 1995 | Walt Disney Pictures                       |
| Græsrødderne        | A Bug's Life        | 1998 | Walt Disney Pictures                       |
| Toy Story 2         | Toy Story 2         | 1999 | Walt Disney Pictures                       |
| Monsters, Inc.      | Monsters, Inc.      | 2001 | Walt Disney Pictures                       |
| Find Nemo           | Finding Nemo        | 2003 | Walt Disney Pictures                       |
| De Utrolige         | The Incredibles     | 2004 | Walt Disney Pictures                       |
| Biler               | Cars                | 2006 | Walt Disney Pictures                       |
| Ratatouille         | Ratatouille         | 2007 | Walt Disney Pictures                       |
| WALL-E              | WALL-E              | 2008 | Walt Disney Pictures                       |
| Op                  | UP                  | 2009 | Walt Disney Pictures                       |
| Toy Story 3         | Toy Story 3         | 2010 | Walt Disney Pictures                       |
| Biler 2             | Cars 2              | 2011 | Walt Disney Pictures                       |
| Modig               | Brave               | 2012 | Walt Disney Pictures                       |
| Monsters University | Monsters University | 2013 | Walt Disney Pictures                       |
| Inderst inde        | Inside Out          | 2015 | Walt Disney Pictures                       |
| Den gode dinosaur   | The Good Dinosaur   | 2016 | Walt Disney Pictures                       |
| Find Dory           | Finding Dory        | 2016 | Walt Disney Pictures                       |
| Biler 3             | Cars 3              | 2017 | Walt Disney Pictures                       |
| Coco                | Coco                | 2017 | Walt Disney Pictures                       |
| De Utrolige 2       | The Incredibles 2   | 2018 | Walt Disney Pictures                       |
| Toy Story 4         | Toy Story 4         | 2019 | Walt Disney Pictures                       |
| Fremad              | Onward              | 2020 | Walt Disney Pictures                       |
| Sjæl                | Soul                | 2020 | Walt Disney Pictures                       |
| Luca                | Luca                | 2021 | Walt Disney Pictures                       |
| Rød                 | Turning Red         | 2022 | Walt Disney Pictures DNEG                  |
| Lightyear           | Lightyear           | 2022 | Walt Disney Pictures Vertigo Entertainment |
| Elementært          | Elemental           | 2023 | Walt Disney Pictures                       |
| Inderst Inde 2      | Inside Out 2        | 2024 | Walt Disney Pictures                       |

### Kortfilm
- The Adventures Of André And Wally B. (dansk: André Og Wally B.'s Eventyr) (1984)
- Luxo Jr. (1986)
- Red's Dream (dansk: Rødes Drøm) (1987)
- Tin Toy (1988)
- Knick Knack (1989)
- Geri's Game (dansk: Geri's Spil) (1998)
- For The Birds (dansk: Det Rene Pip) (2001)
- Mike's New Car (dansk: Mike's Nye Bil) (2002) - med figurer fra Monsters, Inc.
- Boundin' (dansk: Det Glade Får) (2004)
- Jack-Jack Attack (2005) - med figurer fra De Utrolige
- One Man Band (dansk: Et-mands Band) (2006)
- Mater And The Ghostlight (dansk: Bumle og Spøgelselyset) (2006) - med figurer fra Biler
- Lifted (dansk: Det Store Løft) (2007)
- Your Friend the Rat (dansk: Din ven, rotten) (2007) - med figurer fra Ratatouille
- Presto (2008)
- BURN-E (2008) - med figurer fra WALL-E
- Partly Cloudy (2009) (dansk: Delvist skyet)
- Day & Night (2010) (dansk: Dag & Nat)
- La Luna (2011) (dansk: Månen)
- The Blue Umbrella (2013)
- Lava (2014)
- Riley's First Date (2015) - med figurer fra Inderst inde
- Sanjay's Super Team (2015)